# П-46М
П-46М — серия панельных жилых домов, созданная на базе серии П-46. Строительство домов данной серии началось в 1994 году и продолжается по настоящее время.

## Описание
Серия П-46М — это дома из прямых (торцевые и рядные) и угловых секций, с балконами/лоджиями. Дома данной серии возводятся как многоэтажные, так и малоэтажные. Планировка серии П-46М применяется в панельных домах с различным количеством этажей. Квартиры имеют от 1 до 4 комнат, при том с планировкой и площадью в 2 вариантах.
Инженерные коммуникации располагаются в чердачных и подвальных помещениях.
В начале и середине 2000-х годов в Митино и в Южном Бутово также были построены дома для очередников модифицированной версии П-46ММ с 6 малогабаритными квартирами на этаже.
Дома типовой серии П-46М, созданной на базе типовой серии П-46 (строилась с 1975 г. по 1997 г.), по сравнению с ней обладают повышенной тепло- и звукоизоляцией, грузопассажирским лифтом. Также в базовой модификации не было 4-комнатных квартир, а 3-комнатные располагались только в поворотных (угловых) секциях (подъездах).
Из достоинств — раздвижные стеклопакеты, радиаторы калориферного типа с терморегулятором.

## Основные характеристики
| Количество секций (подъездов) | от 2 и более |
| Этажность                     | 3-14, наиболее распространенные варианты — 12, 14 |
| Высота потолков               | 2,64 |
| Лифты                         | грузопассажирский 630 кг и пассажирский 400 кг в 10-14-этажных секциях, грузопассажирский 630 кг в 5-9-этажных секциях, пассажирский 400 кг в 4-этажных секциях |
| Балконы                       | лоджии (остекляются застройщиком с 1999 г.) |
| Количество квартир на этаже   | 3, 4 |
| Перспектива сноса             | дома серии П-46М сносу не подлежат, капремонта не требуют |

## Площади квартир
| Комнатность          | Общая, м² | Жилая, м² | Кухня, м² |
| 1-комнатная квартира | 38,9-42   | 17-20,9   | 8,6-9     |
| 2-комнатная квартира | 53-61     | 29-35,7   | 8,6-11,9  |
| 3-комнатная квартира | 79-88     | 52-54     | 11-12     |
| 4-комнатная квартира | 94-97     | 63-65     | 11-12     |

## Строительные конструкции
| Лестницы                                 | обычные, общий балкон отсутствует                                                                      |
| Мусоропровод                             | с загрузочным клапаном на межэтажной лестничной площадке                                               |
| Вентиляция                               | естественная вытяжная через вентиляционные блоки на кухне и санузле                                    |
| Наружные стены                           | трехслойные керамзитобетонные панели (34 см)                                                           |
| Межкомнатные и межквартирные перегородки | железобетон без утеплителя (14 и 18 см), гипсобетонные перегородки — 8 см                              |
| Междуэтажные перекрытия                  | беспустотные крупноразмерные железобетонные перекрытия — 14 см                                         |
| Несущие стены                            | межквартирные, наружные и часть межкомнатных, облицовка присутствует только в ранних корпусах — плитка |
| Тип кровли                               | плоская, практически во всех корпусах над лоджиями верхних этажей есть козырьки                        |

## Фотоматериалы
- Дом серии на улице Гришина в Можайском районе
- Дом серии на Шарикоподшипниковской улице

### Фотогалереи и базы данных
- Список домов серии П46М. Дата обращения: 28 марта 2019. Архивировано 28 марта 2019 года.